# Соснівка (Лютенська сільська громада)
Сосні́вка (МФА: [soˈsɲiu̯kɐ] ( прослухати); до 1920-х pp. — Свинарне) — село в Україні, Миргородському районі Полтавської області. Населення становить 1110 осіб. Входить до складу Лютенської сільської громади. 
Після ліквідації Гадяцького району у липні 2020 року увійшло до Миргородського району.

## Географія
Село Соснівка розташоване на лівому березі річки Псел, вище за течією на відстані 1 км розташоване село Вельбівка, на протилежному березі — село Малі Будища.
Річка у цьому місці звивиста, утворює лимани, стариці та заболочені озера.

## Історія
- Село виникло у другій половині XVII століття, належало до полкової сотні Гадяцького полку.
- 1690 рік перша документальна згадка.
- Входило у склад Лютенської сотні
- Належало родині Бороховичів
- З 1750 року належало гетьману Кирилу Розумовському.
- Село постраждало внаслідок геноциду українського народу, проведеного окупаційним урядом СРСР 1923—1933 та 1946–1947 роках.
- До 2020 року орган місцевого самоврядування — Соснівська сільська рада.

- Волости и важнейшие селения Европейской России.
- Малороссийский родословник. Том 1 Модзалевский Вадим Львович Бороховичи

## Економіка.
- ТОВ «Маяк».

## Об'єкти соціальної сфери
- Дитячий садочок.
- Школа ІІ ст.

## Відомі люди

### Народились
- Марченко Тимофій Митрофанович — військовий діяч, бунчужний Гайдамацький коша Слобідської України.
- Рудченко Іван Максимович — колишній директор Дрогобицького державного учительського інституту.
- Підгайний Гнат Несторович (20.10. 1897 - ?) - бунчужний пластунського куреня 2-го кінного полку ім. І. Мазепи армії УНР.